# THE LEGEND (ラッツ&スターのアルバム)
『THE LEGEND GOLDEN 80's COLLECTION』（ザ・レジェンド）は、2003年1月1日に発売されたラッツ&スターの5枚目（シャネルズ時代から通算すると6枚目）のベスト・アルバム。

## 解説
エピックレコードの設立25周年を記念して企画制作されたアルバム。1980年代を代表するアーティスト11タイトルのうちのひとつ。全曲リマスタリングで、完全限定生産盤、特製パッケージ。
同年2月、LIVE EPIC 25と題されたコンサートが代々木第一体育館と大阪城ホールで開催。メンバーのうち鈴木雅之と桑野信義の2人が出演、「ランナウェイ」・「め組のひと」を披露した。

## 収録曲
| #         | タイトル                             | 作詞               | 作曲      | 編曲                    | 時間  |
| --------- | ------------------------------------ | ------------------ | --------- | ----------------------- | ----- |
| 1.        | 「We are RATS & STAR」               | 田代マサシ         | 鈴木雅之  | 鈴木雅之                | 1:13  |
| 2.        | 「ランナウェイ」                     | 湯川れい子         | 井上忠夫  | 井上忠夫                | 3:08  |
| 3.        | 「トゥナイト」                       | 湯川れい子         | 井上忠夫  | 井上忠夫                | 2:29  |
| 4.        | 「夢見る16歳」                       | 佐藤善雄・桑野信義 | 鈴木雅之  | シャネルズ              | 3:48  |
| 5.        | 「涙のスウィート・チェリー」         | 湯川れい子         | 井上大輔  | 井上大輔                | 3:34  |
| 6.        | 「街角トワイライト」                 | 湯川れい子         | 井上忠夫  | 井上忠夫                | 3:09  |
| 7.        | 「ハリケーン」                       | 湯川れい子         | 井上大輔  | 井上大輔                | 2:50  |
| 8.        | 「憧れのスレンダー・ガール」         | 田代マサシ         | 鈴木雅之  | シャネルズ・村松邦男    | 3:24  |
| 9.        | 「め組のひと」                       | 麻生麗二           | 井上大輔  | 井上大輔・ラッツ&スター | 3:25  |
| 10.       | 「Tシャツに口紅」                    | 松本隆             | 大瀧詠一  | 井上鑑                  | 4:37  |
| 11.       | 「月下美人（ムーンライト・ハニー）」 | 麻生麗二           | 井上大輔  | 井上大輔                | 3:53  |
| 12.       | 「グラマーGuy」                      | 売野雅勇           | 井上大輔  | 井上大輔・村松邦男      | 6:56  |
| 13.       | 「週末ダイナマイト」                 | 田代マサシ         | 鈴木雅之  | シャネルズ・村松邦男    | 3:08  |
| 14.       | 「今夜はフィジカル」                 | 麻生麗二           | 井上大輔  | 井上大輔                | 4:15  |
| 15.       | 「Miss You」                         | 田代マサシ         | 鈴木雅之  | 村松邦男                | 4:39  |
| 合計時間: | 合計時間:                            | 合計時間:          | 合計時間: | 合計時間:               | 54:28 |

### 曲解説
1. We are RATS & STAR
  - 6thアルバム『SOUL VACATION』収録。
2. ランナウェイ
  - 1stシングル
3. トゥナイト
  - 2ndシングル
4. 夢見る16歳
  - 2ndアルバム『Heart & Soul』収録。
5. 涙のスウィート・チェリー
  - 5thシングル
6. 街角トワイライト
  - 3rdシングル
7. ハリケーン
  - 4thシングル
8. 憧れのスレンダー・ガール
  - 6thシングル
9. め組のひと
  - 10thシングル
10. Tシャツに口紅
  - 11thシングル
11. 月下美人（ムーンライト・ハニー）
  - 13thシングル
12. グラマーGuy
  - 14thシングル（今作では、12インチ・シングルバージョン）
13. 週末ダイナマイト
  - 9thシングル
14. 今夜はフィジカル
  - 12thシングル
15. Miss You
  - 6thアルバム『SOUL VACATION』収録。